# Obrium miranda
Obrium miranda es una especie de escarabajo longicornio del género Obrium, categorizada en la tribu Obriini, de la subfamilia Cerambycinae. Fue descrita por Niisato en 2009.

## Descripción
Mide 9,1 mm de longitud.

## Distribución
Se distribuye por Laos.